# Formatage

Structure d'un disque magnétique :
A: piste
B : secteur
C: secteur d'une piste
D : cluster de secteurs

Le formatage est l'action de formater, « prédisposer à reconnaître certains signaux et non d’autres, et les interpréter de façon prédéfinie ». C'est l’action de préparer un support de données informatique (disquettes, disques durs, disque SSD, clés USB, carte-mémoire, etc.) en y inscrivant un système de fichiers, de façon qu'il soit reconnu par le système d'exploitation de l'ordinateur. Il existe de nombreux systèmes de fichiers différents : FAT, FAT32, NTFS, HFS, ext2, ext3, ext4, MINIX, UFS, Unix V, entre autres.
Les disques de grande capacité peuvent recevoir plusieurs systèmes de fichiers, divisés en partitions logiques ; on parle alors de partitionnement. En pratique, on partitionne surtout des disques durs. Les autres périphériques de stockage peuvent l'être également, mais cette opération est souvent moins intéressante, et peut poser des problèmes de compatibilité. 
Le formatage peut rendre impossible l'accès aux données précédemment présentes sur le disque. En effet, si le formatage est un formatage à zéro, chaque bit de donnée est remplacé par un zéro, et les données sont perdues. Par contre, si le formatage est une simple réécriture de l'index, alors il est possible (quoique difficile et souvent aléatoire) de retrouver tout ou une partie des données.

## Type de formatage
Le formatage fait appel à deux processus différents connus sous les noms de « formatage de bas niveau » et « formatage de haut niveau ». Le formatage de bas niveau s'occupe de rendre la surface du disque conforme à ce qu'attend le contrôleur tandis que le formatage de haut niveau concerne les informations logicielles propres au système d'exploitation.
Afin d'éviter les accidents, les utilitaires de formatage demandent au moins une confirmation de la part de l'opérateur. 
Pour ce qui concerne le système MS-DOS, plusieurs versions possèdent un paramètre non documenté nommé « /autotest », qui force le formatage sans confirmation.

## Formatage de bas niveau
Le formatage de bas niveau s'occupe de rendre la surface du disque conforme à ce qu'attend le contrôleur, c'est-à-dire qu'il partage chaque piste en un nombre de secteurs configurable en marquant le début de chaque secteur par une série de bits particulière reconnue par le contrôleur pour repérer le début d'un secteur.
Cette séquence d'octets contient également un identifiant composé du numéro de piste, de la face courante et du secteur.
Les secteurs peuvent être numérotés de manière quelconque : classiquement dans un ordre croissant ou dans un ordre entrelacé.

### Disquette
Le formatage de bas niveau d'une disquette 1,41 Mio écrit généralement 18 secteurs de 512 octets sur chacune des 160 pistes (80 sur chaque face) du périphérique. Cela procure 1 474 560 octets de stockage – les secteurs sont en réalité plus grands que 512 octets car ils comprennent des numéros de secteur, des bits CRC et d'autres informations nécessaires pour identifier et vérifier le contenu du secteur au cours de la lecture et de l'écriture. Le formatage de bas niveau inscrit des propriétés telles que les numéros des secteurs, nécessaires au matériel et au contrôleur de disque. De plus, il est possible de recourir à plusieurs formats de bas niveau sur le même périphérique. Par exemple, il peut être utile d'augmenter la taille des secteurs pour réduire l'espace entre les enregistrements.

### Disque dur
Les premiers disques durs étaient relativement similaires aux disquettes mais c'était la plupart du temps le BIOS qui se chargeait du formatage de bas niveau. Sur MS-DOS, le processus impliquait le programme debug pour transférer le contrôle à une routine dissimulée à plusieurs adresses dans les différents BIOS.
Au début des années 1990, le formatage de bas niveau des disques durs devint plus complexe et plus évolué :
- recours à différents nombres de secteur par piste ;
- pistes extérieures plus longues ;
- encodage des numéros de piste sur la surface du disque pour simplifier le matériel et augmenter la vitesse de déplacement des têtes de lectures, etc.

Afin d'éviter les difficultés croissantes dues aux différentes versions des BIOS, les fabricants commencèrent à effectuer le formatage de bas niveau à la sortie d'usine. Il ne restait plus qu'à lancer un formatage de haut niveau pour inscrire le système de fichiers.
Aujourd'hui, il est peu courant qu'un utilisateur final ait à procéder à un formatage de bas niveau d'un disque IDE, ATA, SATA ou SSD. La simple réinitialisation suffit dans la plupart des cas. Il faut également savoir qu'un tel formatage, peut, suivant sa pré-configuration, aboutir à l'effacement des tables de blocs remplacés, et donc conduire à plus ou moins court terme à des erreurs, pouvant mener à des pertes de données si la correction d'erreur ne peut fonctionner.

## Formatage de haut niveau
À l'opposé, le formatage de haut niveau est spécifique à chaque système de fichiers. MS-DOS requiert par exemple l'écriture d'un secteur de démarrage, qui indiquera s'il est possible d'amorcer l'ordinateur sur la disquette, ainsi que deux copies de la table d'allocation des fichiers et un répertoire racine vide.
Dans le cas d'une disquette, les formatages de bas et de haut niveau sont généralement effectués en une seule passe.
Le concept de « création d'un système de fichiers » devrait être généralement préféré à celui de « formatage de haut niveau ».